# ENAIRE
ENAIRE — испанская компания, оператор аэропортов. Является государственным предприятием, однако почти всю деятельность осуществляет через дочернюю компанию Aena SME SA, акции которой котируются на Мадридской фондовой бирже. Компания была основана в 1991 году и базируется в Мадриде.
Aena является крупнейшим в мире оператором аэропортов, под её управлением находятся 46 аэропортов и 2 гелипорта в Испании, а также 21 аэропорт в других странах, через её аэропорты проходит около 200 млн пассажиров в год. В списке крупнейших публичных компаний мира Forbes Global 2000 за 2023 год Aena заняла 1139-е место.

## История
Государственное предприятие Aeropuertos Españoles y Navegación Aérea (AENA, «Аэропорты Испании и воздушная навигация») было создано 19 июня 1991 года. В июне 2011 года была создана дочерняя компания Aena
Aeropuertos, которой было передано большинство активов государственного предприятия; в октябре 2014 года она сменила название на Aena, S.A. В феврале 2015 года была проведена частичная приватизация Aena; её первичное публичное предложение стало самым крупным в Европе в 2015 году.
В августе 2022 года Aena получила концессию на управление группой из 11 аэропортов в Бразилии, в сумме с 6 аэропортами, которые Aena получила в управление в 2020 году, на компанию приходится 20 % пассажиропотока через аэропорты Бразилии. Всего за 2023 год через аэропорты под управлением Aena в Испании, Бразилии и Великобритании прошло 314 млн пассажиров.

## Деятельность
ENAIRE осуществляет управление воздушным движением на площади 2,2 млн км² (Пиренейский полуостров и Канарские острова). Компании принадлежит 5 диспетчерсих центров (Мадрид, Барселона, Севилья, Пальма-де-Мальорка и Канарские острова) и контрольные вышки в 21 аэропорту, включая все 5 самых загруженных аэропортов Испании. Помимо управления воздушным движением компания управляет аэропортами в целом, включая безопасность, заправку самолётов, магазины беспошлинной торговли, рестораны, парковки, прокат автомобилей, предоставляет банковские и рекламные услуги, сдаёт в аренду торговые площади и земельные участки. ENAIRE имеет доли в аэропортах в других странах (Бразилия, Мексика, Колумбия и Великобритания), в частности имеет контрольный пакет акций лондонского аэропорта Лутон.
Основным рынком для компании является Испания (88 % выручки в 2023 году), другими важными рынками являются Великобритания (7 %) и Бразилия (5 %).